# André Doye
Pour les articles homonymes, voir Doye (homonymie).
André Doye est un footballeur international français né le 15 septembre 1924 à Raimbeaucourt (Nord) et mort le 29 novembre 1981 à Bordeaux. Il mesurait 1,74 m pour 73 kg. Il était attaquant aux Girondins de Bordeaux.

## Palmarès détaillé
- Championnat de Ligue 1 / Division 1
  - Champion (1) : 1949/50 (Girondins Bordeaux)
  - Vice-champion (1): 1951/52 (Girondins Bordeaux)
  - 10 saisons, 181 matches, 40 buts.
- Championnat de Ligue 2 / Division 2
  - Vice-champion (1) : 1948/49 (Girondins Bordeaux).
  - 1 saison, 15 matches, 1 but.
- Coupe de France
  - Finaliste (2) : 1951/52, 1954/55 (Girondins Bordeaux)
  - 12 participations, 28 matches, 7 buts.
- Coupe Charles-Drago
  - 1/4 de finaliste (1) : 1955/56 (Girondins Bordeaux).
  - 1 participation, 1 match, 0 but.
- International français A de 1950 à 1952 (7 sélections et 5 buts marqués)
  - buteur contre la Belgique au Heysel, l'Angleterre à Highbury (2-2) et les Pays-Bas (victoire 5-2)

## Carrière de joueur
- RC Lens (1944-1946)
- Toulouse FC (1946-1948)
- Girondins de Bordeaux (1948-1956)
- FC Dieppe (1956-1960)